# Nidda (flod)

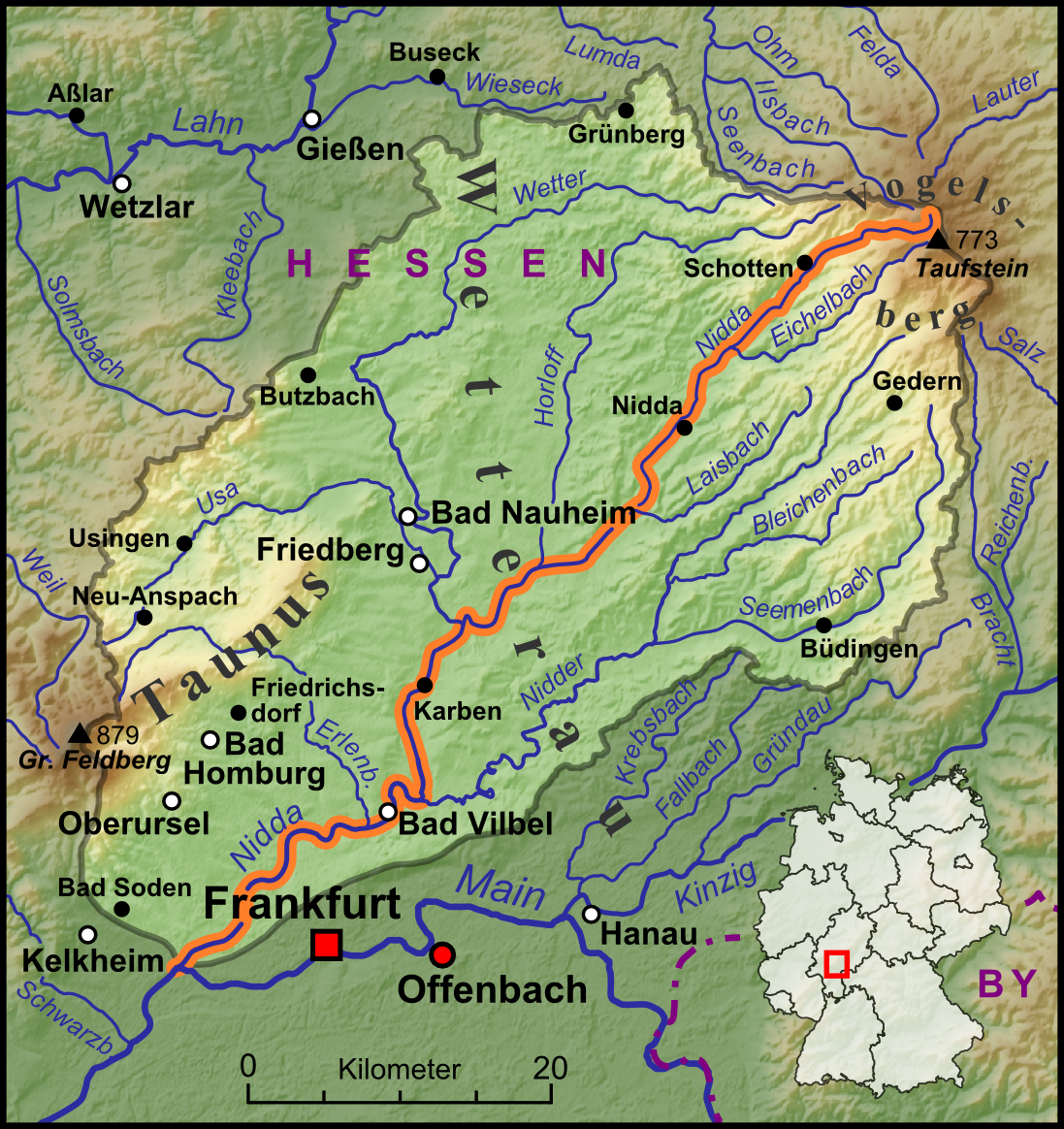
Karta över Nidda

Nidda, högerbiflod till Main i Hessen i Tyskland.
Den rinner upp i Vogelsbergbergen i närheten av Schotten och passerar Nidda, Niddatal, Karben och Bad Vilbel. Vid Harheim når den Frankfurt am Main och rinner efter 98 km ut i Main i stadsdelen Höchst.

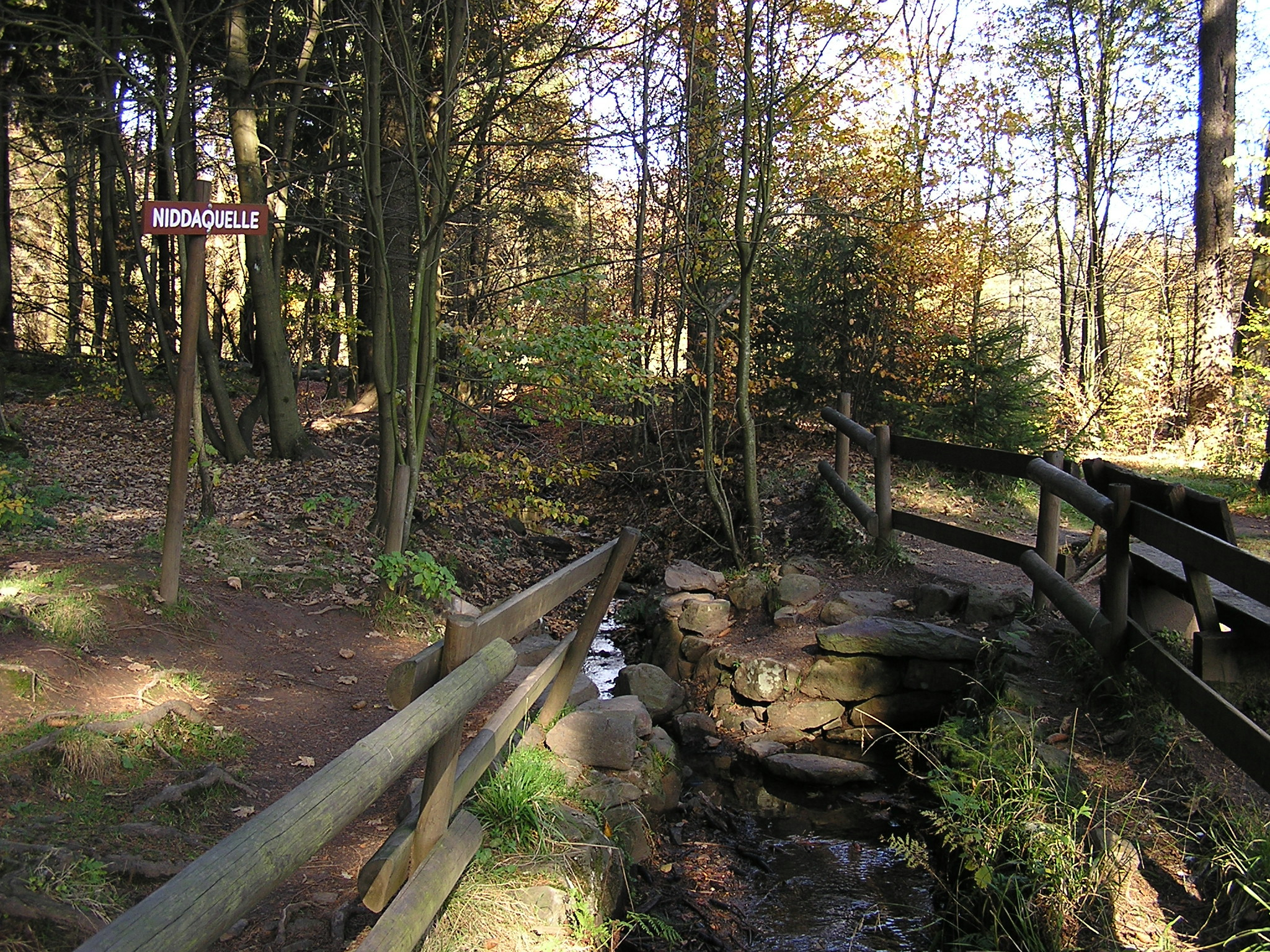
Niddas källa

## Bifloder

### Vänsterbifloder
- Eichelbach
- Nidder

### Högerbifloder
- Horloff
- Wetter
- Erlenbach
- Eschbach
- Kalbach
- Urselbach
- Steinbach
- Sulzbach

## Historia

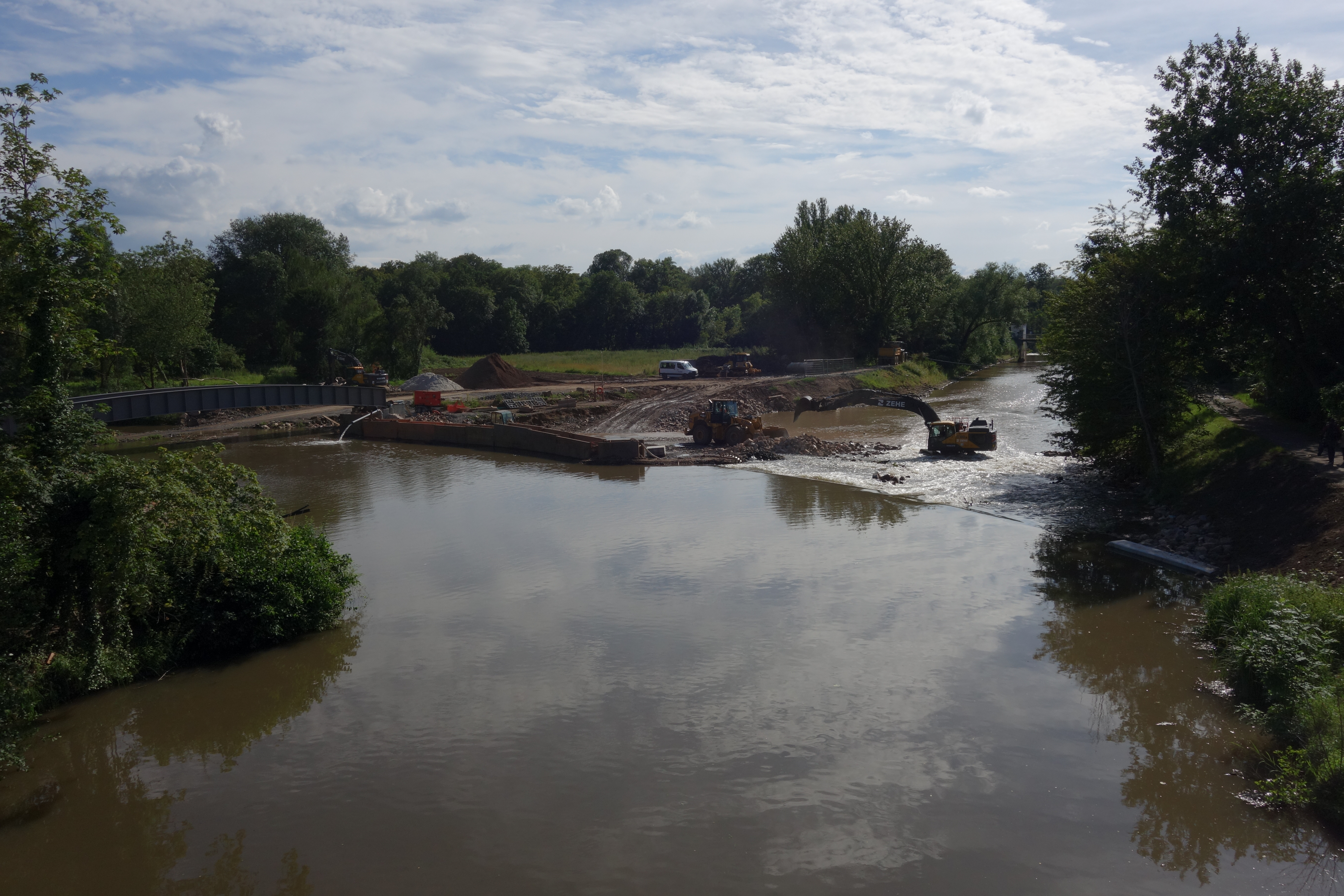
Renatureringsarbete vid överfallsvärn Sossenheim (synligt i bakgrunden) nära motorvägsbyte Westkreuz Frankfurt sommaren 2024

På 1920-talet och 1960-talet reglerades flodens flöde för att minska risken för översvämningar. De ursprungliga meandrarna gjordes om till bayouer, medan flodfåran rätades och gjordes djupare. Sedan 1993 har man delvis börjat återställa floden till dess ursprungliga skick.